# مونیکا بوخوویتس
مونیکا بوخوویتس (لهستانی: Monika Buchowiec؛ زادهٔ ۳۰ اکتبر ۱۹۸۲) بازیگر اهل لهستان است. وی دانش‌آموختهٔ مدرسه ملی فیلم ووچ است.
از فیلم‌ها یا مجموعه‌های تلویزیونی که وی در آن‌ها نقش داشته‌است، می‌توان به در خیابان سپولنی، پزشکان، در خوشی و سختی، پدر متیو، کمیسر آلکس، موج جرم و جنایت و خانه کشیش اشاره نمود.